# 波羅的斯克區 (加里寧格勒州)

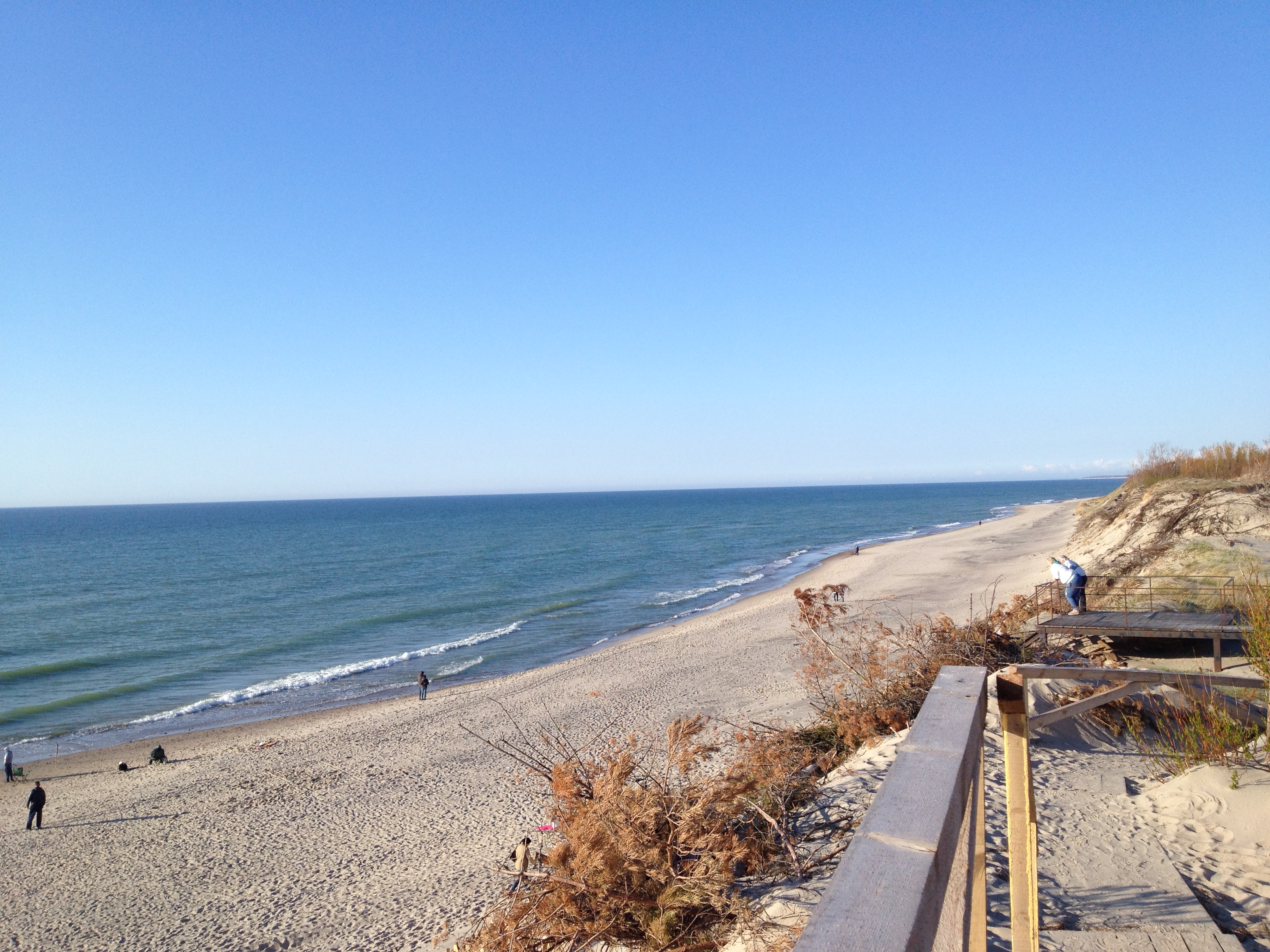

54°39′N 19°55′E / 54.650°N 19.917°E
波羅的斯克區（俄语：Балтийский район），是俄羅斯的一個區，位於該國西北部，由加里寧格勒州負責管轄，面積101平方公里，2010年人口36,047，人口密度每平方公里356.9人。